# Circuito de Nardò

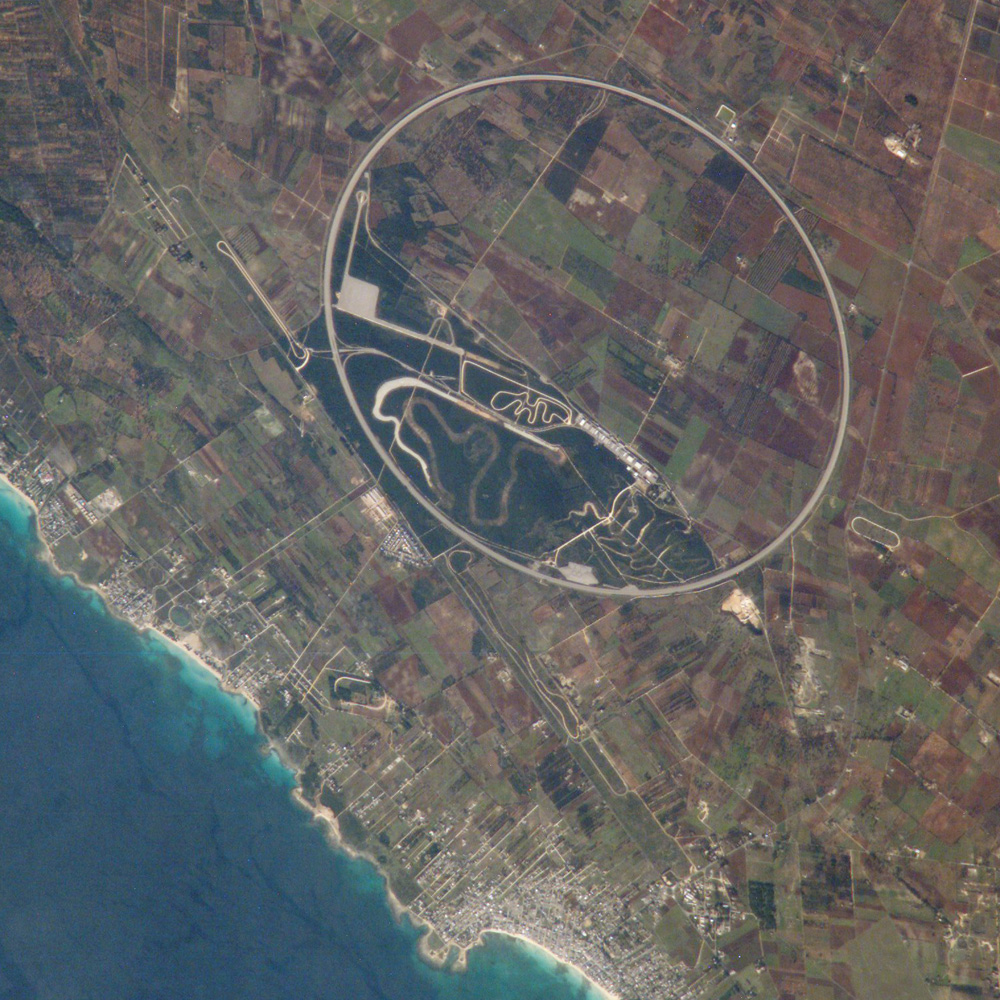
Foto aérea do circuito

O circuito de Nardò ou pista de Nardò, conhecido em inglês como Nardò Ring, outrora chamado oficialmente Fiat Centro Test, é uma pista de testes localizada na cidade italiana de Nardò, que foi construída pela Fiat em 1975. Desde 2012, a pista pertence à companhia alemã Porsche, que a batizou de Nardò Technical Center, sendo este seu nome oficial atual. Originalmente, o complexo começou com três pistas e atualmente possui mais de 20 traçados diferentes, usados para testar veículos em diversas situações.
A pista tem um curioso formato de um círculo perfeito que tem 12,6 km de extensão (mesmo tendo o formato de uma circunferência, ela é considerada um circuito oval sem classificação). Além disso, suas pistas são inclinadas em um ângulo tal que compensa a força centrífuga produzida. Justamente por conta de seu curioso formato e da inclinação da pista, ela é considerada uma pista de testes perfeita, já que, por conta de sua “reta infinita”, a certa velocidade é possível percorrer todo o trajeto sem esterçar o volante — é a chamada “velocidade neutra”. Por isso, é muito comum que fabricantes de automóveis utilizem o Nardò Ring para testar a velocidade máxima de seus carros sem correr o risco de precisar parar por falta de espaço.
Todavia, carros extremamente rápidos necessitam de girar o volante quando a velocidade máxima exceder a chamada “velocidade neutra”. Por exemplo, o Koenigsegg CCR, que estabeleceu o recorde de velocidade para um carro de rua no Circuito de Nardò, o fez com o volante virado em um ângulo de 30°.
As velocidades neutras de cada traçado são:
- Raia 1 – 100 km/h
- Raia 2 – 140 km/h
- Raia 3 – 190 km/h
- Raia 4 – 240 km/h